# Magyarország az 1966-os fedett pályás atlétikai Európa-játékokon
Magyarország az NSZK-beli Dortmundban megrendezett 1966-os fedett pályás atlétikai Európa-játékok egyik részt vevő nemzete volt. Az ország a versenyen 8 sportolóval képviseltette magát.

## Érmesek
| Érem  | Versenyző    | Versenyszám     | Dátum       |
| ----- | ------------ | --------------- | ----------- |
| Arany | Varjú Vilmos | Férfi súlylökés | március 27. |
| Arany | Markó Margit | Női 60 m        | március 27. |
| Arany | Nagy Zsuzsa  | Női 800 m       | március 27. |
| Bronz | Kiss István  | Férfi 3000 m    | március 27. |

## Eredmények

### Férfi
| Versenyző   | Versenyszám | Előfutam | Előfutam | Előfutam | Elődöntő | Elődöntő | Elődöntő | Döntő  | Döntő    |
| Versenyző   | Versenyszám | Idő      | Hely.    | Össz.    | Idő      | Hely.    | Össz.    | Idő    | Helyezés |
| ----------- | ----------- | -------- | -------- | -------- | -------- | -------- | -------- | ------ | -------- |
| Nagy Imre   | 800 m       |          |          |          | 1:55,8   | 4.       | 6.       | 1:52,9 | 6.       |
| Kiss István | 3000 m      |          |          |          |          |          |          | 8:05,0 |          |

| Versenyző       | Versenyszám | Selejtező | Selejtező | Döntő    | Döntő    |
| Versenyző       | Versenyszám | Eredmény  | Helyezés  | Eredmény | Helyezés |
| --------------- | ----------- | --------- | --------- | -------- | -------- |
| Kalocsai Henrik | Hármasugrás | 15,84 m   | 3.        | 15,84 m  | 6.       |
| Varjú Vilmos    | Súlylökés   | 18,17 m   | 1.        | 19,05 m  |          |

### Női
| Versenyző        | Versenyszám | Előfutam | Előfutam | Előfutam | Elődöntő | Elődöntő | Elődöntő | Döntő   | Döntő    |
| Versenyző        | Versenyszám | Idő      | Hely.    | Össz.    | Idő      | Hely.    | Össz.    | Idő     | Helyezés |
| ---------------- | ----------- | -------- | -------- | -------- | -------- | -------- | -------- | ------- | -------- |
| Markó Margit     | Női 60 m    | 7,3      | 1.       | 1.       | 7,2      | 1.       | 1.       | 7,3     |          |
| Munkácsi Antónia | 400 m       |          |          |          | 58,8     | 4.       | 6.       | kiesett | kiesett  |
| Nagy Zsuzsa      | 800 m       |          |          |          |          |          |          | 2:07,9  |          |

| Versenyző    | Versenyszám | Selejtező | Selejtező | Döntő    | Döntő    |
| Versenyző    | Versenyszám | Eredmény  | Helyezés  | Eredmény | Helyezés |
| ------------ | ----------- | --------- | --------- | -------- | -------- |
| Bognár Judit | Súlylökés   | 15,50 m   | 5.        | 15,90 m  | 5.       |